# Pyrgota maculipennis
Pyrgota maculipennis är en tvåvingeart som först beskrevs av Macquart 1846.  Pyrgota maculipennis ingår i släktet Pyrgota och familjen Pyrgotidae. Inga underarter finns listade i Catalogue of Life.